# Centaurea orumiehensis
Centaurea orumiehensis — вид квіткових рослин родини айстрових (Asteraceae). Ендемік Азербайджану.

## Середовище
Вид росте на пагорбах і узбіччях доріг або в чагарниках на висоті 1600–1800 метрів над рівнем моря.

## Біоморфологічна характеристика
Дворічні рослини, зазвичай зеленувато-сіра, з потовщеним кореневищем, 25–42 см заввишки. Стебел ≈ 4–5, основа висхідна, тупо-коричнево-ребриста, густо запушені, ≈ 6 мм в діаметрі, при основі дещо розгалужені від нижньої до верхньої частини з 9–12 квітковими головами, більш густо розгалужені у верхній частині. Листки завжди розділені, зверху сіруваті, густо запушені, знизу зелені, нещільно запушені. Прикореневе листя 23–31 см завдовжки; верхні стеблові листки послідовно менші, сидячі, 1–8,5 см завдовжки. Квіткові голови на кінці гілок. Філярії багаторядні, зелені, густо вкриті павутинно-повстистними волосками. Квіточки пурпурові; центральні квітки двостатеві, 30–32 мм завдовжки, з 5 рівними і гострими частками, з чорнуватими жилками; трубка жовта. Сім'янки довгасті, 5–5,2 мм завдовжки, 2–2,2 мм завширшки, чорнуваті або жовтуваті, притиснуті біло-волосисті. Папус подвійний, блідо-коричневий; зовнішні завдовжки 6,5–7 мм; внутрішні коротші, 2–5 мм завдовжки. Цвіте в травні та червні, плоди дозрівають у червні та липні.